# Aethionema schistosum
Aethionema schistosum là một loài thực vật có hoa trong họ Cải. Loài này được Boiss. & Kotschy mô tả khoa học đầu tiên năm 1856.